# برمبال
برمبال، هي إحدى القرى التابعة لمركز مطوبس في محافظة كفر الشيخ في جمهورية مصر العربية. حسب إحصاءات سنة 2006، بلغ إجمالي السكان في برنبال 14373 نسمة، منهم 7389 رجل و6984 امرأة.